# Lago Rachel
El lago Rachel (en alemán: Rachelsee) es un lago situado en la región administrativa de Baja Baviera —junto a la frontera con República Checa—, en el estado de Baviera (Alemania), a una elevación de 1071 metros; tiene un área de 5.7 hectáreas. 